# Artem Borodulin
Artem Igorevich Borodulin (en russe : Артём Игоревич Бородулин), né le 9 mars 1989 à Perm, est un patineur russe.

## Biographie

### Carrière sportive
Chez les juniors, il est vice-champion du monde de la catégorie en 2008 deux mois après s'être cassé la cheville.
En 2009, il termine treizième des Championnats d'Europe et deuxième de l'Universiade. L'hiver suivant, il obtient son premier et seul Grand Prix chez les seniors, terminant troisième de la Coupe de Russie. Il dispute en février 2010 les Jeux olympiques de Vancouver et prend la treizième place. Ensuite, il se rend aux Championnats du monde, mais brise la lame d'un de ses patins lors du programme court et doit donc déclarer forfait pour la suite de la compétition. Il n'a depuis été sélectionné à aucun autre événement international.

## Palmarès
| Compétition                   | 2005    | 2006    | 2007    | 2008    | 2009    | 2010    | 2011    | 2012    |  |  |  |  |  |  |
| Jeux olympiques d'hiver       |         |         |         |         |         | 13e     |         |         |  |  |  |  |  |  |
| Championnats du monde         |         |         |         |         |         | F       |         |         |  |  |  |  |  |  |
| Championnats d’Europe         |         |         |         |         | 13e     |         |         |         |  |  |  |  |  |  |
| Championnats de Russie        | 15e     | 14e     | 8e      | F       | 2e      | 3e      | F       | 11e     |  |  |  |  |  |  |
| Championnats du monde juniors |         |         | 7e      | 2e      |         |         |         |         |  |  |  |  |  |  |
|                               |         |         |         |         |         |         |         |         |  |  |  |  |  |  |
| Grand Prix ISU                | 2004/05 | 2005/06 | 2006/07 | 2007/08 | 2008/09 | 2009/10 | 2010/11 | 2011/12 |  |  |  |  |  |  |
| Coupe de Chine                |         |         |         |         | 4e      |         |         |         |  |  |  |  |  |  |
| Coupe de Russie               |         |         |         |         | 9e      | 3e      |         |         |  |  |  |  |  |  |
| Trophée NHK                   |         |         |         |         |         | 8e      |         |         |  |  |  |  |  |  |
| Légende : F= Forfait          |         |         |         |         |         |         |         |         |  |  |  |  |  |  |